# Fujiwara no Kamatari
Fujiwara no Kamatari (藤原 鎌足?; 614 – 14 novembre 669) è stato un politico giapponese oltre che statista e cortigiano, durante il Periodo Asuka.
Kamatari è stato il fondatore del Clan Fujiwara: il suo clan di nascita era infatti il Clan Nakatomi, e, figlio di Nakatomi no Mikeko, era chiamato "Nakatomi no Kamatari" (中臣 鎌足). Poco prima di morire ricevette il cognome Fujiwara dall'Imperatore Tenji, di cui era amico e sostenitore sin dai tempi in cui era noto come Principe Naka no Ōe  (中大兄皇子?).
Kamatari era a capo dei Jingi no Haku, religiosi Shintoisti, e come tale era uno dei principali oppositori al crescente predominio del Buddismo a corte e nella nazione. Nel 645 il Principe Naka no Ōe e Kamatari tentarono un colpo di Stato a corte, noto come Incidente di Isshi, uccidendo un cortigiano che aveva grande influenza sull'Imperatrice Kōgyoku di nome Soga no Iruka; a causa di questo avvenimento il padre di Iruka, Soga no Emishi, commise seppuku.
L'Imperatrice Kōgyoku fu costretta ad abdicare in favore del proprio fratello minore, che divenne l'Imperatore Kōtoku; questi nominò Kamatari Naidaijin (Ministro dell'Interno).
Kamatari fu tra i principali artefici della creazione di quelli che vennero ricordati con il nome di Editti di riforma di Taika, una serie di leggi basate sul modello cinese che miravano a rafforzare il potere imperiale. Fu anche uno dei protagonisti nello sviluppo del codice di leggi giapponese noto come Sandai-kyaku-shiki, o Regole e Regolamenti delle Tre Generazioni.
Durante la propria vita Kamatari continuò a supportare il principe Naka no Ōe che, nel 661, assurse al trono come Imperatore Tenji; quest'ultimo gli conferì il più alto grado di Taishokan ed un nuovo nome per il proprio clan, Fujiwara, come segno della propria gratitudine.
Suo figlio fu Fujiwara no Fuhito (o Fubito); suo nipote Nakatomi no Omimaro fu a capo del Santuario di Ise, e tramandò il nome Nakatomi.
Tre grandi personaggi, unificatori del Giappone, ebbero legami con il Clan Fujiwara:
- Un pronipote di Oda Nobunaga sposò un membro del clan Fujiwara.
- La seconda moglie di Toyotomi Hideyoshi era lontanamente legata ai Fujiwara.
- Gli eredi di Tokugawa Ieyasu sposarono membri del Clan Fujiwara.

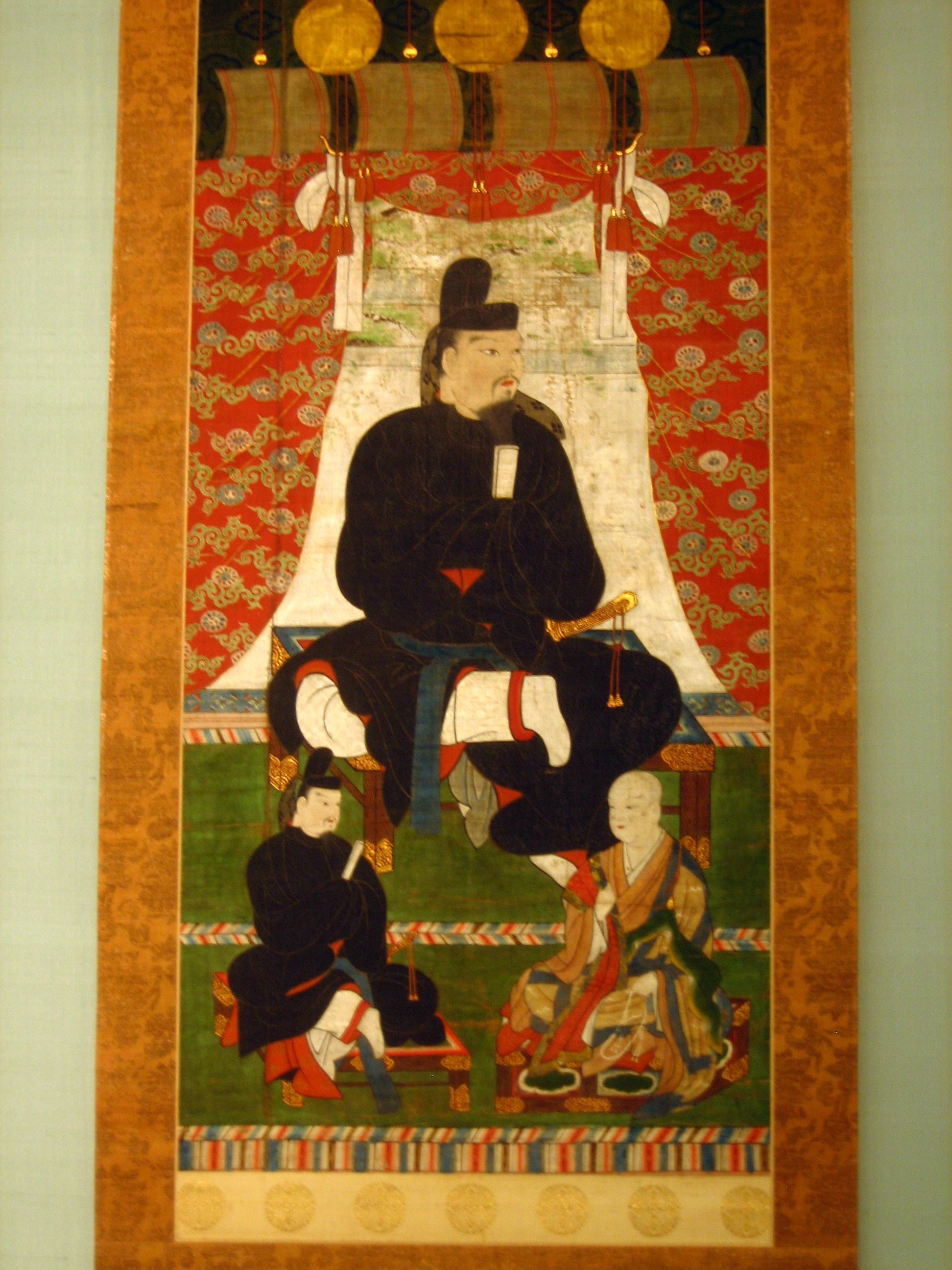
Fujiwara no Kamatari con i propri figli Joē e Fujiwara no Fuhito in abiti da corte.

Tra i discendenti di Kamatari si trova Fumimaro Konoe, il 34º, 38º e 39º Primo ministro del Giappone; suo nipote, Morihiro Hosokawa, fu il 79º Primo ministro del Giappone oltre che discendente del Clan Hosokawa (attraverso il Clan Ashikaga, ramo dell'importante Clan Minamoto di cui faceva parte anche la prima moglie di Tokugawa Ieyasu).
Nel Tredicesimo secolo la linea di discendenza principale della famiglia Fujiwara si divise in cinque casate: Konoe, Takatsukasa, Kujō, Nijō ed Ichijō. Queste cinque famiglie fornivano a turno reggenti per l'Imperatore e furono dunque conosciute come le Cinque case reggenti. Anche il Clan samurai Tachibana affermava di discendere dai Fujiwara; l'Imperatore Montoku del Clan Taira discendeva dai Fujiwara tramite la propria madre.
Fino al matrimonio del Principe Hirohito (che divenne l'Imperatore Shōwa del Giappone) con la Principessa Kuni Nagako (che divenne l'Imperatrice Kōjun) nel gennaio del 1924, le principali consorti di imperatori e principi ereditari erano sempre state fornite da una delle cinque Sekke Fujiwara; da almeno un millennio anche le principesse imperiali erano sposate a Signori dei Fujiwara; più recentemente invece la terza figlia dell'Imperatore Shōwa, la Principessa Takanomiya (Kazoku), e la primogenita del Principe Mikasa, la Principessa Yasuko, contrassero matrimonio rispettivamente con membri delle casate Takatsukasa e Konoe. L'Imperatrice Shōken fu discendente del Clan Fujiwara ed attraverso Hosokawa Gracia (細川ガラシャ?), del Clan Minamoto. Allo stesso modo, la figlia dell'ultimo Shogun Tokugawa sposò un cugino dell'Imperatore Shōwa.